# Oreol
Oreol is een historisch merk van motorfietsen.
De bedrijfsnaam was: Ets. Oreol, Puteaux.
Oreol was een Frans merk dat eencilinders en V-twins maakte, die bij wegraces tamelijk succesvol waren. De productie begon in 1903 maar eindigde aan het begin van de Eerste Wereldoorlog in 1915.